# François-Marie Bissot de Vincennes
Pour les articles homonymes, voir Bissot et Vincennes (homonymie).
François-Marie Bissot de Vincennes (1700-1736), est un officier de l'armée française en Nouvelle-France, fondateur du Fort Vincennes dans l'Indiana.

## Biographie
François-Marie Bissot de Vincennes est né le 17 juin 1700 à Montréal. Son père, Jean-Baptiste Bissot de Vincennes, était un militaire de carrière, commandant du Fort Miamis puis du Fort Pontchartrain du Détroit. Sa mère s'appelait Marguerite Forestier.
En 1717, il rejoint son père à Kekionga, le village amérindien des Miamis, et devient cadet dans l'armée sous les ordres de son père.
En 1719, à la suite de la mort de son père, François-Marie suit naturellement la carrière militaire de son père dans les différents forts français au pays des Miamis.
En 1722, il devient lieutenant au Fort Ouiatenon, devenu l'actuelle ville de Lafayette.
En 1730, il est nommé commandant pour le territoire de l'Indiana. Il établit un nouveau fort, le Fort Vincennes, sur la rive de la rivière Wabash, devenu la ville de Vincennes dans l'Indiana.
Malgré l'opposition du gouverneur de la Louisiane française, François-Marie proposa aux Amérindiens de la tribu Piankashaw, membres de la nation des Maimis, de s'installer près du Fort Vincennes. Les Piankashaw fondent le village de Kaskaskia.
En 1733, il se marie avec la fille de Philippe Longpré dans le village de Kaskaskia. Ils auront deux filles, Marie-Thérèse et Catherine.
En 1736, François-Marie Bissot de Vincennes  partit avec une troupe de 140 soldats français et 266 Amérindiens (Miamis, Iroquois et Arkansas) pour rejoindre le Fort de Chartres. Ils furent attaqués par les Amérindiens Chickasaw, alliés des Anglais. Ils résistèrent mais furent battus sous le nombre important des ennemis. Les Chickasaw capturèrent une vingtaine de  soldats français, parmi lesquels l'aumonier et François-Marie. Ils furent emmenés comme prisonniers près de l'actuel lieu de Fulton dans le Tennessee où ils moururent, certains sur les poteaux de torture et la plupart brûlés sur un bûcher. François-Marie Bissot de Vincennes mourut avec ses compagnons le 25 mars 1736 à l'âge de 35 ans.